# Natasha Kai
Natasha Kai (Kahuku, 22 de maig de 1983) és una davantera de futbol internacional pels Estats Units, amb els que va guanyar l'or als Jocs Olímpics de 2008 i el bronze al Mundial de 2007.

## Trajectòria
| Temporades  | Club                      | Títols | Selecció (fases finals)                            |
| ----------- | ------------------------- | ------ | -------------------------------------------------- |
| 2002 - 2005 | Hawaii Rainbow Wahine     |        |                                                    |
|             |                           |        | Mundial 2007 (3r lloc) Jocs Olímpics 2008 (campió) |
| 2009 - 2010 | Sky Blue FC               |        |                                                    |
| 2011        | Philadelphia Independence |        |                                                    |
| 2016 - act. | Sky Blue FC               |        |                                                    |